# Davor Šuker
Davor Šuker (Osijek, 1 januari 1968) is een voormalige Kroatische voetballer. Hij wordt gezien als een van de beste spitsen uit de jaren negentig.

## Clubcarrière
Šuker begon met voetballen bij NK Osijek. Na vier seizoenen verliet hij die club om voor het grotere Dinamo Zagreb te gaan spelen. Met zijn 34 doelpunten in zestig wedstrijden verdiende Šuker een transfer naar Sevilla, waar hij vijf seizoenen bleef. Zijn beste tijd maakt hij door bij Real Madrid, waarmee hij in 1998 zowel de UEFA Champions League als de Wereldbeker won. Bij Real Madrid bleef Šuker drie seizoenen waarna hij in de Premier League ging spelen voor Arsenal.
In het seizoen 1999/2000 speelde Šuker 22 wedstrijden en scoorde acht goals op Highbury. Het seizoen dat volgde speelde Šuker voor West Ham United, maar dit bleek geen succes, met elf wedstrijden en twee goals achter zijn naam vertrok de Kroaat naar de Bundesliga, alwaar hij voor 1860 München ging spelen. In München speelde Šuker maar twee seizoenen (2001-2003), in 25 wedstrijden scoorde Šuker slechts vijfmaal, waarna hij stopte met zijn carrière.

## Interlandcarrière
In 1987 werd Šuker wereldkampioen met Joegoslavië op het WK –20. In Chili wonnen de Joegoslaven na strafschoppen van West-Duitsland. Hij speelde destijds samen met onder anderen Predrag Mijatović, Zvonimir Boban, Robert Jarni, Robert Prosinečki en Siniša Mihajlović. Deze "gouden generatie" stond onder leiding van bondscoach Mirko Jozić.
Het beste moment uit Šukers carrière was het WK voetbal 1998 in Frankrijk. Hij werd topscorer en won de Golden Boot met zes doelpunten in zeven wedstrijden. Kroatië bezat tijdens het WK van 1998 een 'gouden generatie', zoals men het team van dat jaar noemde. Kroatië eindigde als derde door in de troostfinale Nederland te verslaan. Šuker heeft het recordaantal doelpunten voor de Kroatische nationale ploeg op zijn naam met 45 goals. Voor de desintegratie van Joegoslavië speelde hij twee interlands voor de federale staat. Onder leiding van bondscoach Ivica Osim maakte hij zijn debuut op 27 februari 1991 in de vriendschappelijke uitwedstrijd tegen Turkije (1-1) in Izmir. Hij viel in dat duel na 65 minuten in voor Predrag Mijatović. Andere debutanten in die wedstrijd namens Joegoslavië waren Slaviša Jokanović (Partizan Belgrado), Miroslav Đukić (Deportivo La Coruña) en Dražen Ladić (NK Dinamo Zagreb).
| Interlands van Davor Šuker voor Joegoslavië en Kroatië | Interlands van Davor Šuker voor Joegoslavië en Kroatië | Interlands van Davor Šuker voor Joegoslavië en Kroatië | Interlands van Davor Šuker voor Joegoslavië en Kroatië | Interlands van Davor Šuker voor Joegoslavië en Kroatië | Interlands van Davor Šuker voor Joegoslavië en Kroatië |
| №                                                      | Datum                                                  | Wedstrijd                                              | Uitslag                                                | Competitie                                             | Goals                                                  |
| Voor Joegoslavië                                       | Voor Joegoslavië                                       | Voor Joegoslavië                                       | Voor Joegoslavië                                       | Voor Joegoslavië                                       | Voor Joegoslavië                                       |
| ------------------------------------------------------ | ------------------------------------------------------ | ------------------------------------------------------ | ------------------------------------------------------ | ------------------------------------------------------ | ------------------------------------------------------ |
| 1                                                      | 27 Feb 1991                                            | Turkije – Joegoslavië                                  | 1–1                                                    | Vriendschappelijk                                      |                                                        |
| 2                                                      | 16 May 1991                                            | Joegoslavië – Faeröer                                  | 7–0                                                    | EK-kwalificatie                                        | Goal                                                   |
| Voor Kroatië                                           |                                                        |                                                        |                                                        |                                                        |                                                        |
| 1                                                      | 22 Oct 1992                                            | Kroatië – Mexico                                       | 3–0                                                    | Vriendschappelijk                                      | Goal · Goal                                            |
| 2                                                      | 25 Jun 1993                                            | Kroatië – Oekraïne                                     | 3–1                                                    | Vriendschappelijk                                      | Goal                                                   |
| 3                                                      | 23 Mar 1994                                            | Spanje – Kroatië                                       | 0–2                                                    | Vriendschappelijk                                      | Goal                                                   |
| 4                                                      | 04 Jun 1994                                            | Kroatië – Argentinië                                   | 0–0                                                    | Vriendschappelijk                                      |                                                        |
| 5                                                      | 04 Sep 1994                                            | Estland – Kroatië                                      | 0–2                                                    | EK-kwalificatie                                        | Goal · Goal                                            |
| 6                                                      | 09 Oct 1994                                            | Kroatië – Litouwen                                     | 2–0                                                    | EK-kwalificatie                                        |                                                        |
| 7                                                      | 16 Nov 1994                                            | Italië – Kroatië                                       | 1–2                                                    | EK-kwalificatie                                        | Goal · Goal                                            |
| 8                                                      | 25 Mar 1995                                            | Kroatië – Oekraïne                                     | 4–0                                                    | EK-kwalificatie                                        | Goal · Goal                                            |
| 9                                                      | 29 Mar 1995                                            | Litouwen – Kroatië                                     | 0–0                                                    | EK-kwalificatie                                        |                                                        |
| 10                                                     | 26 Apr 1995                                            | Kroatië – Slovenië                                     | 2–0                                                    | EK-kwalificatie                                        | Goal                                                   |
| 11                                                     | 11 Jun 1995                                            | Oekraïne – Kroatië                                     | 1–0                                                    | EK-kwalificatie                                        |                                                        |
| 12                                                     | 03 Sep 1995                                            | Kroatië – Estland                                      | 7–1                                                    | EK-kwalificatie                                        | Goal · Goal · Goal                                     |
| 13                                                     | 08 Oct 1995                                            | Kroatië – Italië                                       | 1–1                                                    | EK-kwalificatie                                        | Goal                                                   |
| 14                                                     | 15 Nov 1995                                            | Slovenië – Kroatië                                     | 1–2                                                    | EK-kwalificatie                                        | Goal                                                   |
| 15                                                     | 13 Mar 1996                                            | Kroatië – Zuid-Korea                                   | 3–0                                                    | Vriendschappelijk                                      |                                                        |
| 16                                                     | 10 Apr 1996                                            | Kroatië – Hongarije                                    | 4–1                                                    | Vriendschappelijk                                      | Goal                                                   |
| 17                                                     | 24 Apr 1996                                            | Engeland – Kroatië                                     | 0–0                                                    | Vriendschappelijk                                      |                                                        |
| 18                                                     | 02 Jun 1996                                            | Ierland – Kroatië                                      | 2–2                                                    | Vriendschappelijk                                      | Goal                                                   |
| 19                                                     | 11 Jun 1996                                            | Turkije – Kroatië                                      | 0–1                                                    | EK-eindronde                                           |                                                        |
| 20                                                     | 16 Jun 1996                                            | Kroatië – Denemarken                                   | 3–0                                                    | EK-eindronde                                           | Goal · Goal                                            |
| 21                                                     | 19 Jun 1996                                            | Kroatië – Portugal                                     | 0–3                                                    | EK-eindronde                                           |                                                        |
| 22                                                     | 22 Jun 1996                                            | Duitsland – Kroatië                                    | 2–1                                                    | EK-eindronde                                           | Goal                                                   |
| 23                                                     | 08 Oct 1996                                            | Bosnië en Herzegovina – Kroatië                        | 1–4                                                    | WK-kwalificatie                                        |                                                        |
| 24                                                     | 10 Nov 1996                                            | Kroatië – Griekenland                                  | 1–1                                                    | WK-kwalificatie                                        | Goal                                                   |
| 25                                                     | 29 Mar 1997                                            | Kroatië – Denemarken                                   | 1–1                                                    | WK-kwalificatie                                        | Goal                                                   |
| 26                                                     | 30 Apr 1997                                            | Griekenland – Kroatië                                  | 0–1                                                    | WK-kwalificatie                                        | Goal                                                   |
| 27                                                     | 06 Sep 1997                                            | Kroatië – Bosnië en Herz.                              | 3–2                                                    | WK-kwalificatie                                        |                                                        |
| 28                                                     | 10 Sep 1997                                            | Denemarken – Kroatië                                   | 3–1                                                    | WK-kwalificatie                                        | Goal                                                   |
| 29                                                     | 11 Oct 1997                                            | Slovenië – Kroatië                                     | 1–3                                                    | WK-kwalificatie                                        | Goal                                                   |
| 30                                                     | 29 Oct 1997                                            | Kroatië – Oekraïne                                     | 2–0                                                    | WK-kwalificatie                                        |                                                        |
| 31                                                     | 15 Nov 1997                                            | Oekraïne – Kroatië                                     | 1–1                                                    | WK-kwalificatie                                        |                                                        |
| 32                                                     | 22 Apr 1998                                            | Kroatië – Polen                                        | 4–1                                                    | Vriendschappelijk                                      |                                                        |
| 33                                                     | 29 May 1998                                            | Kroatië – Slowakije                                    | 1–2                                                    | Vriendschappelijk                                      |                                                        |
| 34                                                     | 03 Jun 1998                                            | Kroatië – Iran                                         | 2–0                                                    | Vriendschappelijk                                      | Goal                                                   |
| 35                                                     | 06 Jun 1998                                            | Kroatië – Australië                                    | 7–0                                                    | Vriendschappelijk                                      | Goal · Goal · Goal                                     |
| 36                                                     | 14 Jun 1998                                            | Kroatië – Jamaica                                      | 3–1                                                    | WK-eindronde                                           | Goal                                                   |
| 37                                                     | 20 Jun 1998                                            | Japan – Kroatië                                        | 0–1                                                    | WK-eindronde                                           | Goal                                                   |
| 38                                                     | 26 Jun 1998                                            | Argentinië – Kroatië                                   | 1–0                                                    | WK-eindronde                                           |                                                        |
| 39                                                     | 30 Jun 1998                                            | Roemenië – Kroatië                                     | 0–1                                                    | WK-eindronde                                           | Goal                                                   |
| 40                                                     | 04 Jul 1998                                            | Kroatië – Duitsland                                    | 3–0                                                    | WK-eindronde                                           | Goal                                                   |
| 41                                                     | 08 Jul 1998                                            | Frankrijk – Kroatië                                    | 2–1                                                    | WK-eindronde                                           | Goal                                                   |
| 42                                                     | 11 Jul 1998                                            | Kroatië – Nederland                                    | 2–1                                                    | WK-eindronde                                           | Goal                                                   |
| 43                                                     | 10 Oct 1998                                            | Malta – Kroatië                                        | 1–4                                                    | EK-kwalificatie                                        | Goal                                                   |
| 44                                                     | 14 Oct 1998                                            | Kroatië – Macedonië                                    | 3–2                                                    | EK-kwalificatie                                        | Goal                                                   |
| 45                                                     | 10 Feb 1999                                            | Kroatië – Denemarken                                   | 0–1                                                    | Vriendschappelijk                                      |                                                        |
| 46                                                     | 10 Mar 1999                                            | Griekenland – Kroatië                                  | 3–2                                                    | Vriendschappelijk                                      | Goal                                                   |
| 47                                                     | 05 May 1999                                            | Spanje – Kroatië                                       | 3–1                                                    | Vriendschappelijk                                      | Goal                                                   |
| 48                                                     | 05 Jun 1999                                            | Macedonië – Kroatië                                    | 1–1                                                    | EK-kwalificatie                                        | Goal                                                   |
| 49                                                     | 18 Aug 1999                                            | Joegoslavië – Kroatië                                  | 0–0                                                    | EK-kwalificatie                                        |                                                        |
| 50                                                     | 21 Aug 1999                                            | Kroatië – Malta                                        | 2–1                                                    | EK-kwalificatie                                        |                                                        |
| 51                                                     | 04 Sep 1999                                            | Kroatië – Ierland                                      | 1–0                                                    | EK-kwalificatie                                        | Goal                                                   |
| 52                                                     | 09 Oct 1999                                            | Kroatië – Joegoslavië                                  | 2–2                                                    | EK-kwalificatie                                        |                                                        |
| 53                                                     | 13 Nov 1999                                            | Frankrijk – Kroatië                                    | 3–0                                                    | Vriendschappelijk                                      |                                                        |
| 54                                                     | 23 Feb 2000                                            | Kroatië – Spanje                                       | 0–0                                                    | Vriendschappelijk                                      |                                                        |
| 55                                                     | 29 Mar 2000                                            | Kroatië – Duitsland                                    | 1–1                                                    | Vriendschappelijk                                      |                                                        |
| 56                                                     | 28 May 2000                                            | Kroatië – Frankrijk                                    | 0–2                                                    | Vriendschappelijk                                      |                                                        |
| 57                                                     | 02 Sep 2000                                            | België – Kroatië                                       | 0–0                                                    | WK-kwalificatie                                        |                                                        |
| 58                                                     | 28 Feb 2001                                            | Kroatië – Oostenrijk                                   | 1–0                                                    | Vriendschappelijk                                      |                                                        |
| 59                                                     | 24 Mar 2001                                            | Kroatië – Letland                                      | 4–1                                                    | WK-kwalificatie                                        |                                                        |
| 60                                                     | 25 Apr 2001                                            | Kroatië – Griekenland                                  | 2–2                                                    | Vriendschappelijk                                      |                                                        |
| 61                                                     | 02 Jun 2001                                            | Kroatië – San Marino                                   | 4–0                                                    | WK-kwalificatie                                        | Goal                                                   |
| 62                                                     | 06 Jun 2001                                            | Letland – Kroatië                                      | 0–1                                                    | WK-kwalificatie                                        |                                                        |
| 63                                                     | 15 Aug 2001                                            | Ierland – Kroatië                                      | 2–2                                                    | Vriendschappelijk                                      | Goal                                                   |
| 64                                                     | 01 Sep 2001                                            | Schotland – Kroatië                                    | 0–0                                                    | WK-kwalificatie                                        |                                                        |
| 65                                                     | 27 Mar 2002                                            | Kroatië – Slovenië                                     | 0–0                                                    | Vriendschappelijk                                      |                                                        |
| 66                                                     | 17 Apr 2002                                            | Kroatië – Bosnië en Herz.                              | 2–0                                                    | Vriendschappelijk                                      | Goal                                                   |
| 67                                                     | 03 Jun 2002                                            | Kroatië – Mexico                                       | 0–1                                                    | WK-eindronde                                           |                                                        |

## Bondsvoorzitter
Op donderdag 5 juli 2012 werd Šuker unaniem verkozen tot voorzitter van de Kroatische voetbalbond, als opvolger van Vlatko Marković, die veertien jaar de leiding had binnen de nationale bond. Šuker ging samenwerken met zijn oud-ploeggenoot Igor Štimac, die werd aangewezen als de nieuwe bondscoach van de nationale ploeg. Hij volgde Slaven Bilić op, die afzwaaide na het EK voetbal 2012 en aan de slag ging bij Lokomotiv Moskou. In april 2014 werd Šuker opnieuw verkozen tot voorzitter van de Kroatische voetbalbond.

## Erelijst
Real Madrid
- La Liga: 1996/97
- Supercopa de España: 1997
- UEFA Champions League: 1997/98
- Wereldbeker voor clubteams: 1998

 Joegoslavië onder 20
- Wereldkampioenschap onder 20: 1987

## Trivia
- Davor Šuker speelde op 16 december 1998 mee in het FIFA-wereldelftal[3], dat ter gelegenheid van het honderdjarige bestaan van de Federazione Italiana Giuoco Calcio aantrad tegen Italië en in het Olympisch Stadion met 6-2 verloor. Gabriel Batistuta en George Weah scoorden voor het gelegenheidsteam. Šuker viel na 31 minuten in voor Ronaldo.